# NGC 590
NGC 590 je galaksija u zviježđu Andromeda.

## Vanjske poveznice
- SEDS: NGC 0590